# Société des avions Marcel Bloch
Société des Avions Marcel Bloch byl francouzský letecký výrobce založený v roce 1929 Marcelem Blochem. V roce 1937 byl levicovou vládou znárodněn francouzský letecký průmysl a výrobce se stal součástí společnosti SNCASO (Société nationale des constructions aéronautiques du Sud-Ouest). Po druhé světové válce Marcel Bloch obnovil svou společnost. Protože po válce přijal nové příjmení Dassault, rovněž jeho společnost se od roku 1947 změnila na Avions Marcel Dassault.

## Historie

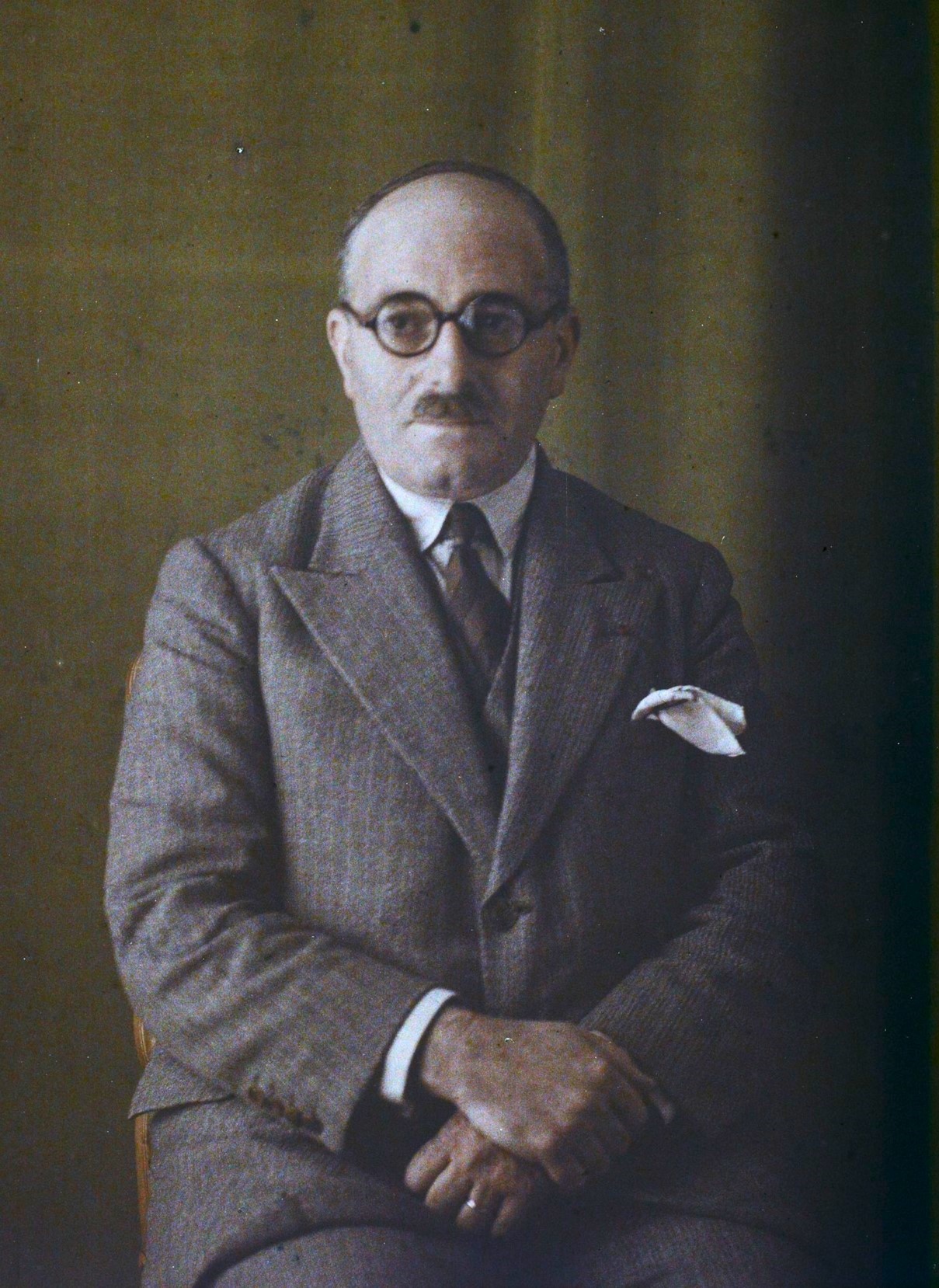
Marcel Bloch v roce 1930

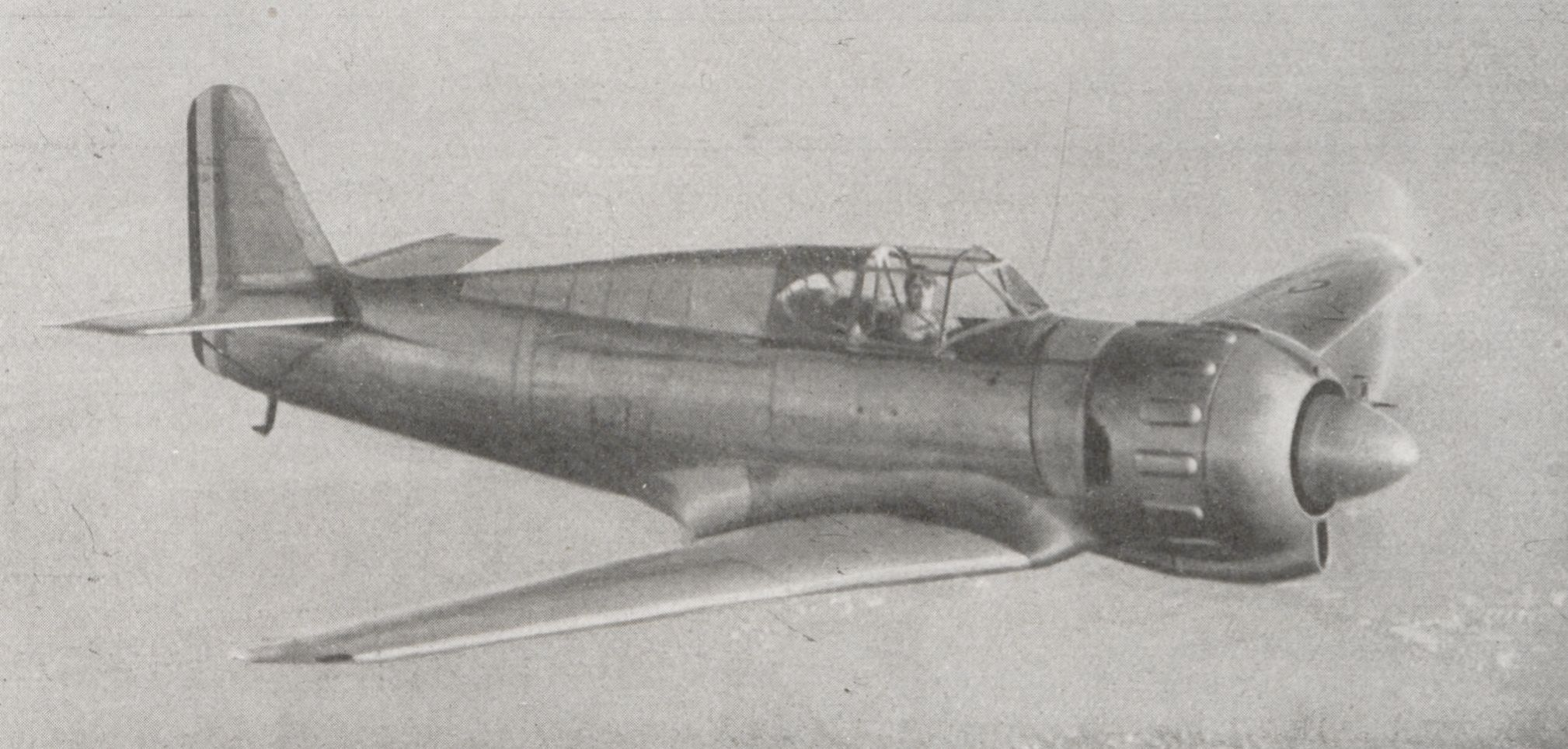
Bloch MB.151

Zakladatel společnosti Marcel Bloch se letectví věnoval už za první světové války, přičemž známým se stal díky návrhu letecké vrtule „Eclair“ z roku 1916. V roce 1917 Bloch, Henry Potez a Louis Coroller založili společnost Société d’Etudes Aéronautiques (SEA), jejíž SEA IV byl první Blochem navržený letoun, který se dostal do sériové výroby.
Po skončení války nebyl o letadla takový zájem a Bloch se přeorientoval na obchod s nemovitostmi. Teprve v roce 1928 se k letectví vrátil a založil společnost Société des Avions Marcel Bloch. Jejím prvním projektem byl třímotorový poštovní letoun Bloch MB.60. V roce 1931 společnost získala své první zakázky, konkrétně na výrobu vojenské létající ambulance Bloch MB.81 a dopravních letounů Bloch MB.120. V roce 1932 si společnost pronajala větší prostory v Courbevoie sloužící ke stavbě letadel. V roce 1934 Marcel Bloch, v očekávání nedostatku výrobních kapacit ve francouzském leteckém průmyslu, uzavřel dohodu se společností Potez. Marcel Bloch a Henry Potez získali většinu akcii společnosti Lorraine-Dietrich a dále roku 1935 koupili leteckého výrobce Société Aérienne Bordelaise (SAB), který následně pod názvem Société Aéronautique du Sud-Ouest (SASO) vyráběl bombardéry Bloch MB.200 a Bloch MB.210.
V červenci 1936 vláda Lidové fronty znárodnila francouzský letecký průmysl, což vedlo ke zřízení šesti státních podniků na výrobu letadel a sedmého na letecké motory. Dne 16. ledna 1937 byla společnost Société des Avions Marcel Bloch znárodněna a její továrny v Courbevoie, Châteauroux-Déols, Villacoublay a Bordeaux se staly významnou součástí nového státního podniku Société nationale des constructions aéronautiques du Sud-Ouest (SNCASO). Vzhledem k nedostatku kvalifikovaných vedoucích pracovníků byl správcem SNCASO jmenován Marcel Bloch. Zároveň Bloch v roce 1936 založil ještě společnost Société Anonyme des Avions Marcel Bloch (SAAMB), ve které chtěl vyvíjet prototypy následně sériově vyráběné státními podniky. Společnost neměla dlouhého trvání a i ona byla v únoru 1937 sloučena se SNCASO.
V letech před druhou světovou válkou francouzské letectvo trpělo nedostatkem moderních letounů. Bloch v té době uspěl mimo jiné s rodinou stíhacích letounů Bloch MB.152 a bombardérů Bloch MB.131 a Bloch MB.170. Vznikly rovněž nadějné prototypy, jako čtyřmotorový dopravní letoun Bloch MB.160 a od něj odvozený čtyřmotorový bombardér Bloch MB.162. Dne 15. února 1940 Marcel Bloch opustil vedení SNCASO kvůli sporu s francouzským ministerstvem letectví. Výroby letadel se po zbytek války neúčastnil.
V červnu 1940 Francie uzavřela příměří z Compiègne, což těžce postihlo její letecký průmysl. V říjnu 1940 byl Bloch internován vichistickou vládou. Němci měli zájem o jeho letouny a snažili se jej získat ke spolupráci, ale on odmítal s poukazem na špatné zdraví. Nakonec byl v roce 1944 internován v Buchenwaldu (jeho bratr generál Darius Paul Bloch byl významným představitelem francouzského odboje) a v koncentračním táboře zůstal do konce války.
Válka francouzský letecký průmysl značně oslabila. Základna obráběcích strojů zestárla nebo byla zničena a konstrukční týmy se rozptýlily. Státní podniky stále existovaly, přičemž soukromý sektor se pokoušel o obnovu. Rovněž Marcel Bloch se po návratu z internace pustil do obnovy své společnosti. Firmu Société Anonyme des Avions Marcel Bloch (SAAMB) reorganizoval a začlenil do ní továrny v Saint-Cloud, Boulogne a Talence. Následně byla SAAMB transformována na holding Société des Avions Marcel Bloch (SAMB), přičemž její závody se staly dceřinými společnostmi. Společnost byla subdodavatelem pro Latécoère, SNCASE a SNCASO, vyvíjela nové motory, vrtule, či dvoumotorový letoun MD 303. Dne 20. ledna 1947 se společnost přejmenovala na Avions Marcel Dassault.

## Letouny společnosti

### Vojenské
- Bloch MB.81 – ambulance
- Bloch MB.131 – bombardér

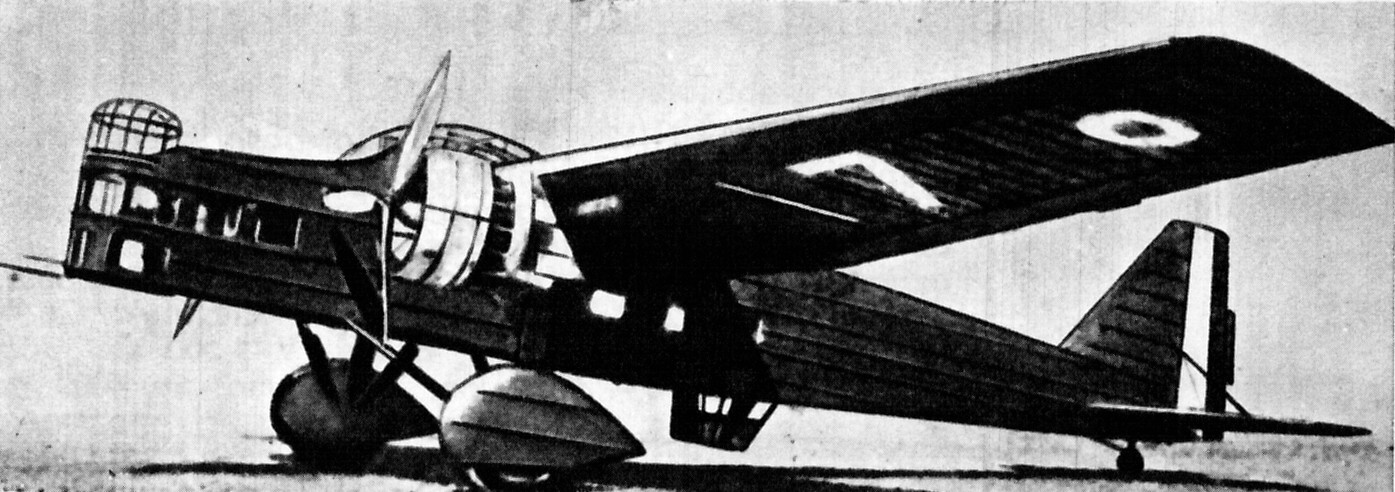
Bloch MB.200

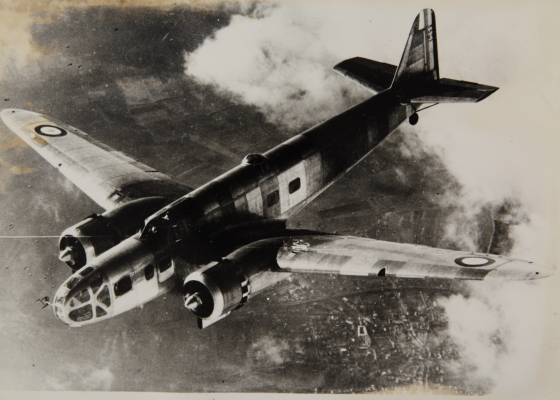
Bloch MB.131

- Bloch MB.152 – rodina stíhacích letounů
- Bloch MB.162 – bombardér
- Bloch MB.170 – průzkumný bombardér
- Bloch MB.200 – bombardér
- Bloch MB.210 – bombardér
- Bloch MB.480 – hydroplán
- Bloch MB.500 – prototyp cvičného letounu
- Bloch MB.700 – prototyp stíhacího letounu
- Bloch MB.800 – prototyp cvičného letounu

### Civilní
- Bloch MB.60 – poštovní letoun
- Bloch MB.90 – užitkové letadlo
- Bloch MB.110 – poštovní letoun
- Bloch MB.120 – dopravní letoun
- Bloch MB.141 – užitkové letadlo
- Bloch MB.160 – dopravní letadlo
- Bloch MB.161 – dopravní letadlo
- Bloch MB.220 – dopravní letadlo

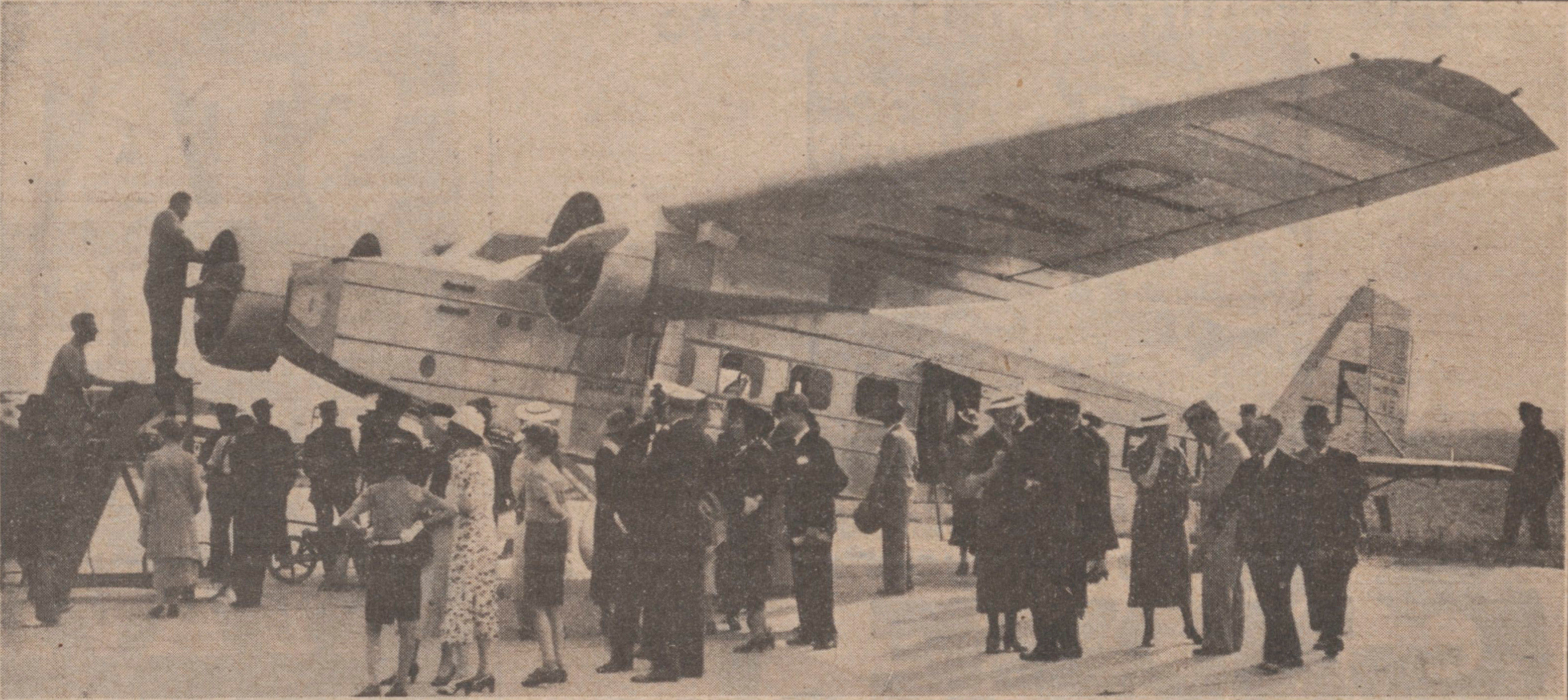
Bloch MB.120

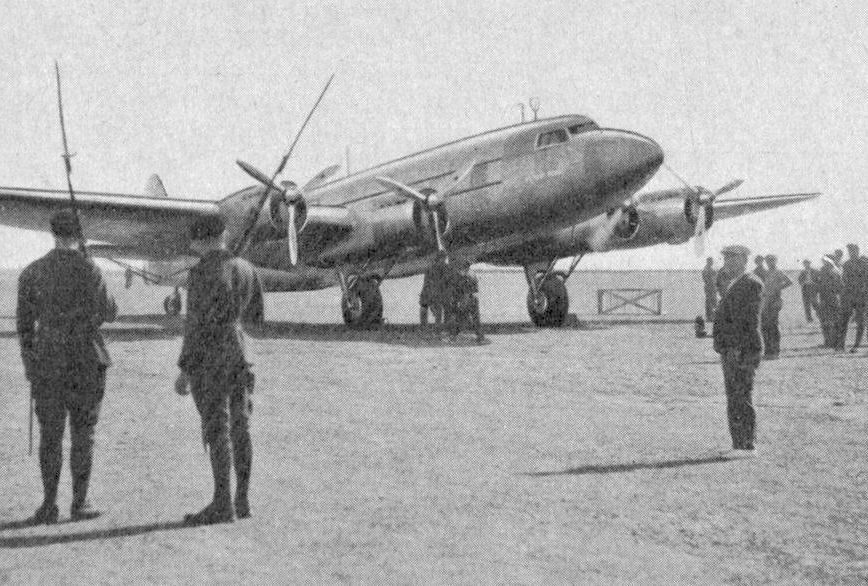
Bloch MB.160

- Bloch MB.300 Pacifique – dopravní letadlo